# カウダル・デポルティーボ
カウダル・デポルティーボ（Caudal Deportivo）は、スペイン・アストゥリアス州ミエレスに本拠地を置くサッカークラブ。現在はテルセーラ・フェデラシオンに所属している。

## 概要
1914年、スポルティング・デ・ミエレスとして設立。1947-48シーズン、コパ・デル・レイに史上初めて出場した。1950年代の1951-52シーズンから1957-58シーズンは、セグンダ・ディビシオンに在籍しており、この時記録した1955-56シーズンのリーグ戦第4位がクラブの最高成績である。

## タイトル

### 国内タイトル
- テルセーラ・ディビシオン : 15回
  - 1949-50, 1958-59, 1959-60, 1962-63, 1983-84, 1986-87, 1990-91, 1992-93, 1993-94, 1994-95, 2002-03, 2006-07, 2009-10, 2011-12, 2015-16

### 国際タイトル
- なし

## 歴代所属選手
- アルバリート 1954-1955